# Léonora Galigaiová
Léonora Galigaiová (vlastním jménem Léonora Dori, řečená Galigai, 19. května 1568 Florencie – 8. července 1617 Paříž) byla vlivná žena na dvoře francouzského krále Ludvíka XIII., manželka Concina Conciniho, maršála d´Ancre. Pocházela z Itálie. Velký vliv měla zejména na svou soukojenkyni a regentku Marii Medicejskou.

## Život
Jejím otcem byl tesař a v období, když se narodila Marie Medicejská (1573), její matka byla chůvou u medicejského dvora. V roce 1588 ji velkovévoda Francesco jmenoval pokojskou své neteře; potom sloužila Marii, která byla princeznou toskánskou a po svatbě s Jindřichem IV. francouzskou královnou.
Pocházela ze skromných poměrů, ale díky skutečnosti, že byla soukojenkyní Marie Medicejské, už jako malá vstoupila na dvůr medicejských. Spřátelila se s Marií, a když Marie odjížděla do Paříže, Léonora odešla s ní jako její dvorní dáma. Postupně se stala jednou z nejmocnějších žen království a vymohla si na královně matce a regentce Ludvíka XIII. povýšení svého muže Concina Conciniho do hodnosti francouzského maršála; ten tak získal titul maršála d´Ancre. Časem nabyla ohromného jmění, jehož výše byla v roce 1617 odhadnuta benátským vyslancem na patnáct milionů liber, což představovalo tři čtvrtiny ročního rozpočtu království.
Podle pomlouvačů byla rozmarná a chamtivá. Jelikož trpěla epilepsií, kterou medicína té doby nebyla schopná léčit, obrátila se k vymítání a praktikám čarování.
Po odstranění jejího manžela se stala obětí spiknutí, byla souzena jako čarodějnice a v roce 1617 sťata na pařížském Place de Grève. Její tělo bylo spáleno.

## Ohlas v literatuře
Ve svých románech La Magicienne, Aelius Sejanus, La Femme Cathenoiseji ji nepřímo napadá francouzský autor Pierre Matthieu (1563-1621).